# Массовое убийство в Инн Дине
Массовое убийство в Инн Дине — массовая казнь рохинджа, осуществлённая 2 сентября 2017 года армией Мьянмы и боевиками-араканцами в селении Инн Дин, находящемся в штате Ракхайн. Власти заявили, что убитые являлись членами армии спасения рохинджа Аракана. Это массовое убийство примечательно тем, что власти Мьянмы впервые признали, что оно было совершено вооружёнными силами страны во внесудебном порядке в ходе проведения «зачистки».

## История

### Предыстория
Рохинджа — этническое меньшинство Мьянмы, представители которого проживают в основном в штате Ракхайн. Они подвергаются преследованию уже долгое время и считаются одним из самых преследуемых меньшинств в мире. Современный период преследования рохинджа начался приблизительно в 1970-х годах. С этого времени они регулярно подвергаются преследованию со стороны властей и буддистов-националистов. Плохими отношениями между различными меньшинствами, проживающими в Мьянме, неоднократно пользовались правившие страной военные. По данным Amnesty International, военные, правившие Мьяной, по меньшей мере с 1978 года нарушают права рохинджа, вследствие этого многие из рохинджа бежали в Бангладеш. В 2005 году верховный комиссар управления ООН по делам беженцев поддержал репатриацию рохинджа из Бангладеш в Мьянму, но после обвинений в нарушениях прав человека, осуществляемых в лагерях для беженцев, эти планы были свёрнуты. По состоянию на 2015 год, около 140 тысяч рохинджа, ставших жертвами погромов в 2012 году, всё ещё находились в лагерях для внутренне перемещённых лиц.
9 октября 2016 инсургенты из армии спасения рохинджа Аракана (АСРА) начали свою первую широкомасштабную атаку на бирманские пограничные посты, отделяющие Мьянму от Бангладеш. Вторая подобная атака была предпринята 25 августа 2017 года, в ответ вооружённые силы Мьянмы, начали проводить «зачистки», которые, по мнению критиков, были направлены против мирного населения, а не боевиков.

### Массовое убийство
После атак АРСА, осуществлённых 25 августа 2017 года, отряд бирманских солдат численностью около 80 человек прибыл в селение Инн Дин, чтобы рекрутировать местных буддистов-араканцев, для укрепления «местной безопасности». Солдаты «Тамадо», пограничной полиции и представители местных араканцев сжигали дома рохинджа, но оставляли в неприкосновенности дома араканцев. Разрушения в Инн Дине были подтверждены фотографиями со спутников, сделанными 27 и 28 августа. Несколько сотен рохинджа бежали из селения Инн Дин в горы, многие из бежавших намеревались попасть в находящиеся в Бангладеш лагеря для беженцев.
1 сентября некоторые из людей, спрятавшихся в горах, в поисках еды начали заходить на находящиеся возле селения Инн Дин пляжи. После этого они были арестованы прибывшими туда солдатами и местными ополченцами, которые обвинили арестованных в членстве в АРСА. По утверждению представителей местных араканцев, около 17:00 арестованных доставили в местную школу, сфотографировали, дали сменную одежду и накормили. На следующее утро, 2 сентября, арестованных вновь сфотографировали военные, на этот раз стоящими на коленях. Затем солдаты отвели арестованных на холм, после чего убили их выстрелами в голову. Один из местных жителей, бывший солдат Соэ Чай, который предположительно принимал участие в захоронении жертв, заявил «Рейтерс», что каждому из убитых стреляли в голову 2-3 раза. Также по его словам, некоторых людей, которые не умерли сразу, начали закапывать живыми, но затем на место прибыли местные жители и изрубили жертв мачете.

## Расследование, проведённое военными
Генерал «Тамадо» Мин Аунг Хланг опубликовал в «Фейсбуке» пост, в котором заявил, что будет проведено расследование сообщений о найденном в селении Инн Дин массовом захоронении. 10 января 2018 года в очередном посте он сообщил о результатах расследования. Расследование подтвердило наличие в Инн Дин массового захоронения тел рохинджа, названных в посте «бенгальскими террористами». Согласно посту, массовое захоронение содержало останки 10 трупов «бенгальских террористов», которые были взяты в плен и убиты бирманскими военными при поддержке местных жителей. Это расследование стало первым случаем, когда военные признали свою ответственность за массовые убийства, совершённые в ходе проводившихся ими «зачисток».
10 апреля 2018 года генерал Мин Аунг Хланг опубликовал в «Фейсбуке» очередной пост, в котором сообщил, что 7 солдат были осуждены за соучастие в массовом убийстве. Они были приговорены «к 10 годам каторги в отдалённой местности».

## Арест журналистов «Рейтерс»

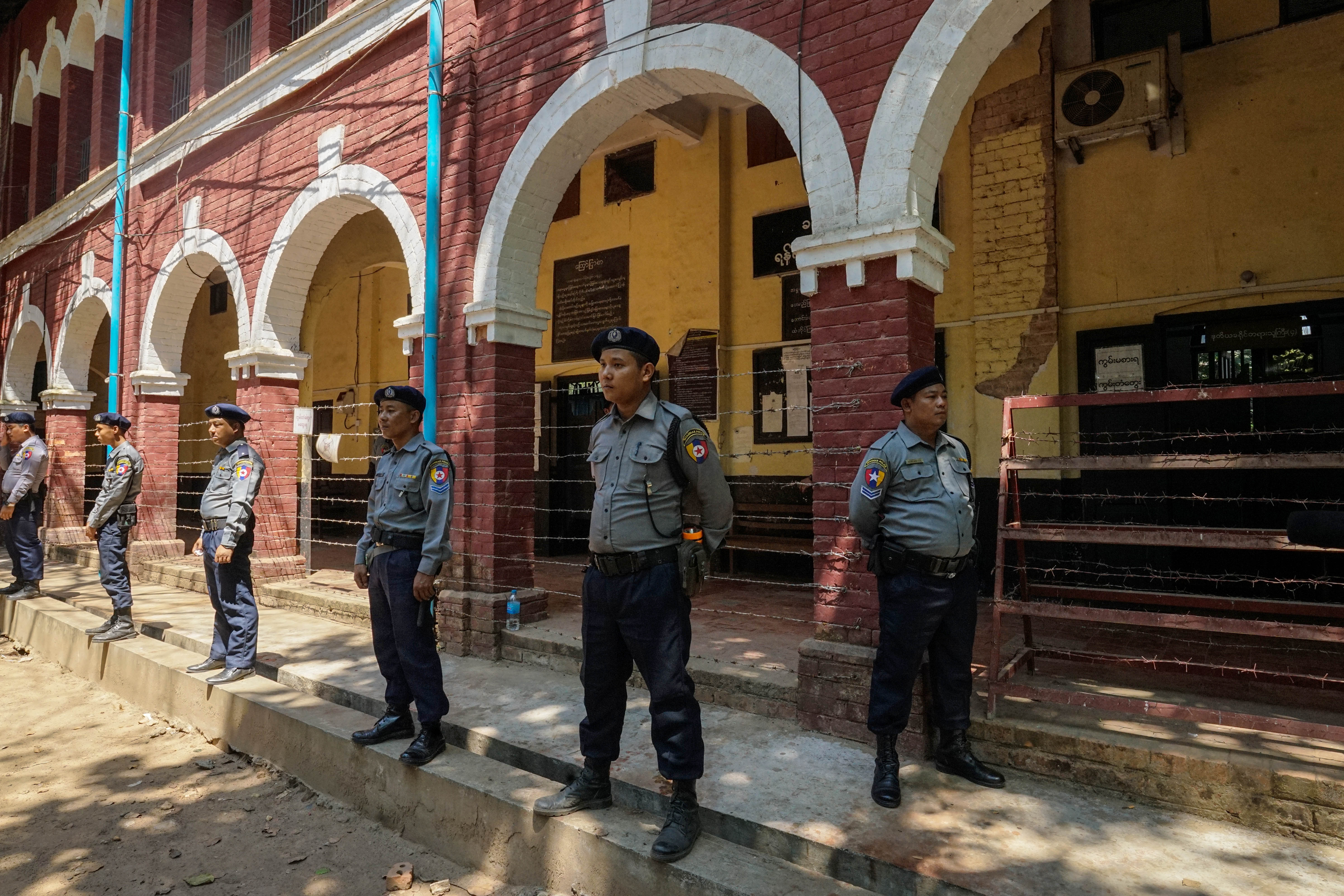
Бирманские полицейские охраняют здание суда, в котором рассматривается дело журналистов «Рейтерс».

12 сентября 2017 года полиция Мьянмы арестовала в ресторане Янгона журналистов «Рейтерс» Ван Лона и Кья Со Оо, которые прибыли туда по их приглашению. Незадолго до этого арестованные журналисты занимались независимым расследованием массового захоронения, найденного в селении Инн Дин.
По словам журналистов, полиция арестовала их после того, как они предъявили документы незнакомым им до этого полицейским. В пресс-релизе, выпущенном полицией после ареста журналистов, встреча в ресторане не упоминается, там сказано, что журналисты были арестованы на окраине Янгона. Арестованные были обвинены в хранении секретных документов, это запрещено принятым ещё в колониальный период законом «Official Secrets Act», который предусматривает наказание вплоть до 14 лет тюремного заключения. Агентство «Рейтерс» призвало власти Мьянмы немедленно освободить журналистов, заявив, что причиной ареста является проводимое ими расследование. После заключительного слушания суда, «Рейтерс» опубликовало все материалы, собранные арестованными журналистами в ходе расследования.